# Josephine Chu
Pour les articles homonymes, voir Chu.
Josephine Chu (chinois : 朱惠良 ; pinyin : Zhū Huìliáng ; née le 16 décembre 1950) est une ancienne femme politique taïwanaise. Elle a servi au sein du Yuan législatif de 1996 à 2002. Chu et Hsu Hsin-liang ont formé une candidature indépendante lors de l'élection présidentielle de 2000, terminant troisième. 

## Biographie
Josephine Chu est née en 1950, en Chine continentale. Elle a obtenu un doctorat en archéologie à l'Université de Princeton aux États-Unis et a été chargée de recherche au Musée national du Palais. 

## Carrière politique
Chu a exercé deux mandats au sein du Yuan législatif, remportant les élections de 1995 et 1998. Tout au long de sa carrière législative, elle a parfois été considérée, par les médias locaux, comme membre du nouveau parti mais le plus souvent en tant qu'indépendante,. Josephine Chu et Hsu Hsin-liang ont présenté une candidature indépendante à l'élection présidentielle de 2000, remportée par Chen Shui-bian et Annette Lu. Elle s'est présentée aux élections législatives de 2001 pour le siège du district de Hsinchu, avec le soutien de la Gender Sexuality Rights Association (association pour les droits des minorités sexuelles), mais elle a été battue avec seulement 79 429 de votes, soit 0,63 % des voix. 

### Positions politiques
Josephine Chu a travaillé pour étendre les droits des personnes LGBT à Taiwan, et a plaidé en faveur des droits des conjoints étrangers. 
Elle a soutenu les efforts pour maintenir des médias impartiaux, ainsi que des initiatives de rayonnement culturel. À cette fin, elle a soutenu une proposition de la Taiwan Media Watch Foundation visant à interdire aux fonctionnaires de travailler dans les médias et a critiqué l'ingérence politique dans le service public audiovisuel. En 2001, elle a exprimé son soutien à l’extension du Musée national du Palais au sud de Taiwan un projet qui n’a pas été achevé avant 2015. 
Lorsque le gouvernement des États-Unis a annoncé qu'il ne ratifierait pas le protocole de Kyoto, Chu a demandé une réunion avec l'Institut américain à Taïwan (en) pour plaider en faveur de la ratification du traité. En 2004, elle a critiqué le gouvernement Chen Shui-bian pour avoir soutenu une proposition de 610,8 milliards de dollars taïwanais visant à acquérir des armes auprès des États-Unis, affirmant que les résultats du référendum sur le détroit montraient que la plupart des Taïwanais n'approuvaient pas l'action. 

## Carrière professionnelle
Après avoir quitté la politique, Chu a enseigné à l'Université nationale des Arts de Taipei (en). En 2009, elle est retournée au Musée national du Palais en tant que directrice adjointe des activités éducatives, occupant le poste de responsable du département l’année suivante,. 